# Orgilus facialis
Orgilus facialis är en stekelart som beskrevs av Vladimir Ivanovich Tobias 1964. Orgilus facialis ingår i släktet Orgilus och familjen bracksteklar. Inga underarter finns listade i Catalogue of Life.